# La Chapelle-des-Pots
La Chapelle-des-Pots és un municipi francès situat al departament del Charente Marítim i a la regió de la Nova Aquitània. L'any 2007 tenia 890 habitants.

## Demografia

### Població
El 2007 la població de fet de La Chapelle-des-Pots era de 890 persones. Hi havia 294 famílies de les quals 74 eren unipersonals (29 homes vivint sols i 45 dones vivint soles), 114 parelles sense fills, 90 parelles amb fills i 16 famílies monoparentals amb fills.
La població ha evolucionat segons el següent gràfic:
Habitants censats

### Habitatges
El 2007 hi havia 343 habitatges, 301 eren l'habitatge principal de la família, 22 eren segones residències i 20 estaven desocupats. 331 eren cases i 10 eren apartaments. Dels 301 habitatges principals, 231 estaven ocupats pels seus propietaris, 57 estaven llogats i ocupats pels llogaters i 13 estaven cedits a títol gratuït; 1 tenia una cambra, 19 en tenien dues, 38 en tenien tres, 94 en tenien quatre i 150 en tenien cinc o més. 259 habitatges disposaven pel capbaix d'una plaça de pàrquing. A 127 habitatges hi havia un automòbil i a 149 n'hi havia dos o més.

### Piràmide de població
La piràmide de població per edats i sexe el 2009 era:
| Homes | Edats   | Dones |
| ----- | ------- | ----- |
| 0     | 95 o +  | 4     |
| 0     | 90 a 94 | 8     |
| 8     | 85 a 89 | 8     |
| 12    | 80 a 84 | 8     |
| 4     | 75 a 79 | 20    |
| 12    | 70 a 74 | 8     |
| 16    | 65 a 69 | 12    |
| 16    | 60 a 64 | 28    |
| 32    | 55 a 59 | 40    |
| 88    | 50 a 54 | 28    |
| 32    | 45 a 49 | 32    |
| 52    | 40 a 44 | 64    |
| 16    | 35 a 39 | 32    |
| 36    | 30 a 34 | 20    |
| 8     | 25 a 29 | 24    |
| 16    | 20 a 24 | 16    |
| 24    | 15 a 19 | 20    |
| 48    | 10 a 14 | 16    |
| 24    | 5 a 9   | 32    |
| 16    | 0 a 4   | 16    |

## Economia
El 2007 la població en edat de treballar era de 618 persones, 366 eren actives i 252 eren inactives. De les 366 persones actives 328 estaven ocupades (177 homes i 151 dones) i 38 estaven aturades (12 homes i 26 dones). De les 252 persones inactives 73 estaven jubilades, 45 estaven estudiant i 134 estaven classificades com a «altres inactius».

### Ingressos
El 2009 a La Chapelle-des-Pots hi havia 343 unitats fiscals que integraven 845 persones, la mediana anual d'ingressos fiscals per persona era de 17.496 €.

### Activitats econòmiques
Dels 16 establiments que hi havia el 2007, 1 era d'una empresa alimentària, 2 d'empreses de fabricació d'altres productes industrials, 5 d'empreses de construcció, 2 d'empreses de comerç i reparació d'automòbils, 1 d'una empresa d'hostatgeria i restauració, 2 d'empreses de serveis i 3 d'empreses classificades com a «altres activitats de serveis».
Dels 8 establiments de servei als particulars que hi havia el 2009, 2 eren tallers de reparació d'automòbils i de material agrícola, 1 paleta, 2 guixaires pintors, 1 fusteria, 1 electricista i 1 perruqueria.
L'únic establiment comercial que hi havia el 2009 era una fleca.
L'any 2000 a La Chapelle-des-Pots hi havia 12 explotacions agrícoles.

## Equipaments sanitaris i escolars
El 2009 hi havia una escola elemental integrada dins d'un grup escolar amb les comunes properes formant una escola dispersa.

## Poblacions més properes
El següent diagrama mostra les poblacions més properes.